# Reserva Botânica de Cambarinho

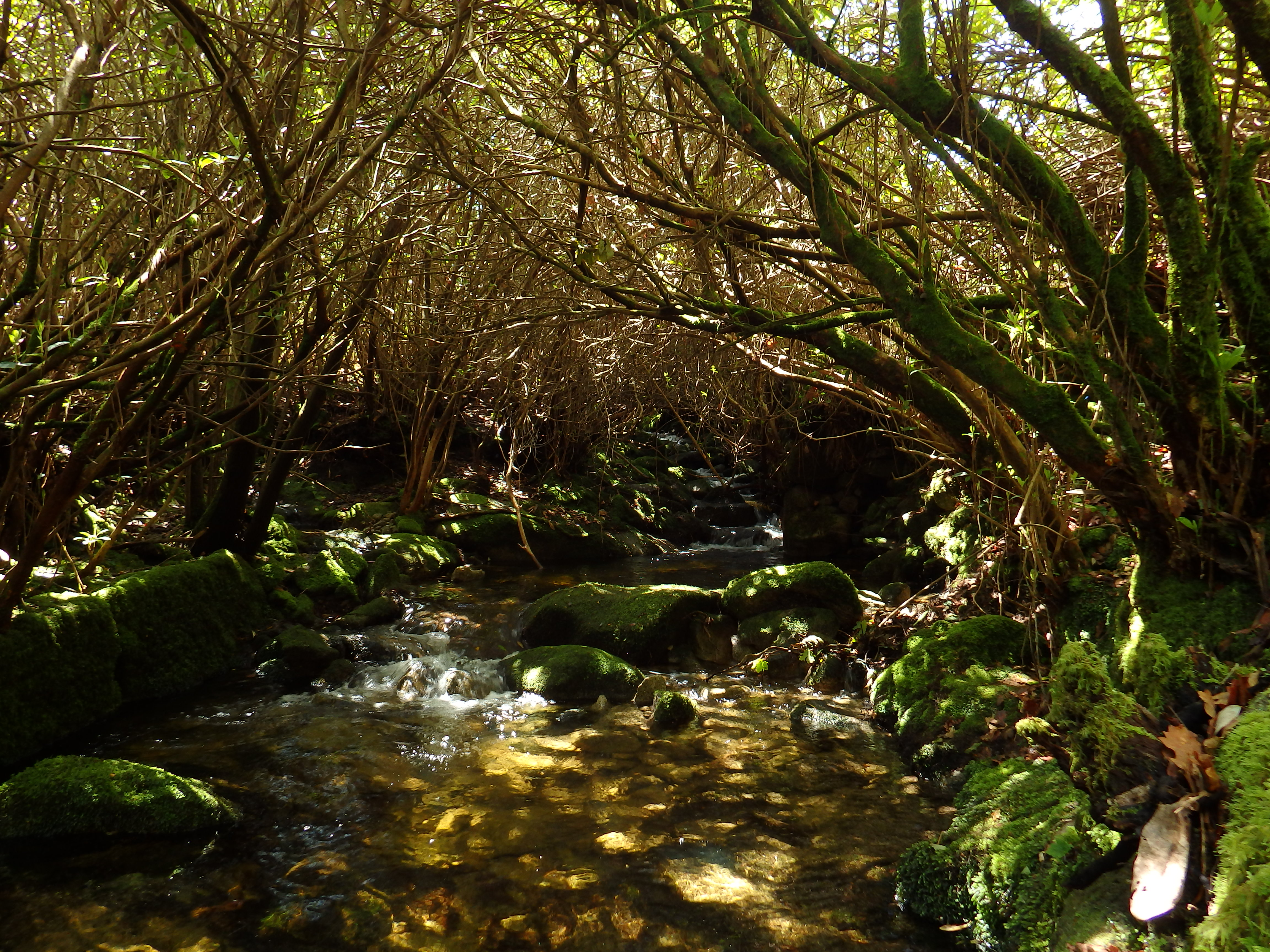
Ribeira do Cambarinho. Podem ser vistos os troncos dos loendros

A Reserva Botânica de Cambarinho, fica situada na vertente norte da Serra do Caramulo, abrangendo parte da bacia hidrográfica do ribeiro de Cambarinho, afluente do rio Alfusqueiro. É uma área de montanha, desenvolvendo-se entre os 400 m. e os 850 m. de altitude. Os solos são de constituição granítica, com a presença abundante de aglomerados rochosos. O clima apresenta características atlânticas, com índices de pluviosidade superiores a 2000 mm. anuais. A cobertura vegetal apresenta um mosaico heterogéneo de elevada diversidade de espécies, sobretudo de cariz atlântico; predominam áreas de matos, permanecendo, no entanto, zonas de pinhal, manchas de carvalhal, áreas agrícolas, lameiros, a galeria ripícola do ribeiro de Cambarinho e os núcleos de loendros que estiveram na origem da criação da Reserva.
A área faz parte da rede de Biótopos do Programa CORINE.
É a mais importante estação de Loendros do país, sendo classificada como Reserva Botânica pelo decreto-lei nº. 364/71, de 25 de Agosto, que visa a protecção do “Rhododendron Ponticum L, SSP Baeticum”.
Encontra-se integrada na Lista Nacional de Sítios da Rede Natura 2000.
A área sob protecção tem 24 Ha. Existem ao longo das margens dos rios Alfusqueiro e Alcofra e são um raro testemunho da Era Terciária.
O azevinho, é outra espécie que se encontra sob protecção e cresce espontaneamente na freguesia de Campia, nomeadamente nas povoações de Albitelhe e Adside, sendo um arbusto muito peculiar devido às suas bolas vermelhas e às suas folhas pontiagudas.

## Incêndio na Serra do Caramulo
A ICNF anunciou no seu relatório anual de incêndios florestais que esta reserva botânica foi totalmente consumida durante um incêndio na Serra do Caramulo em 2017.

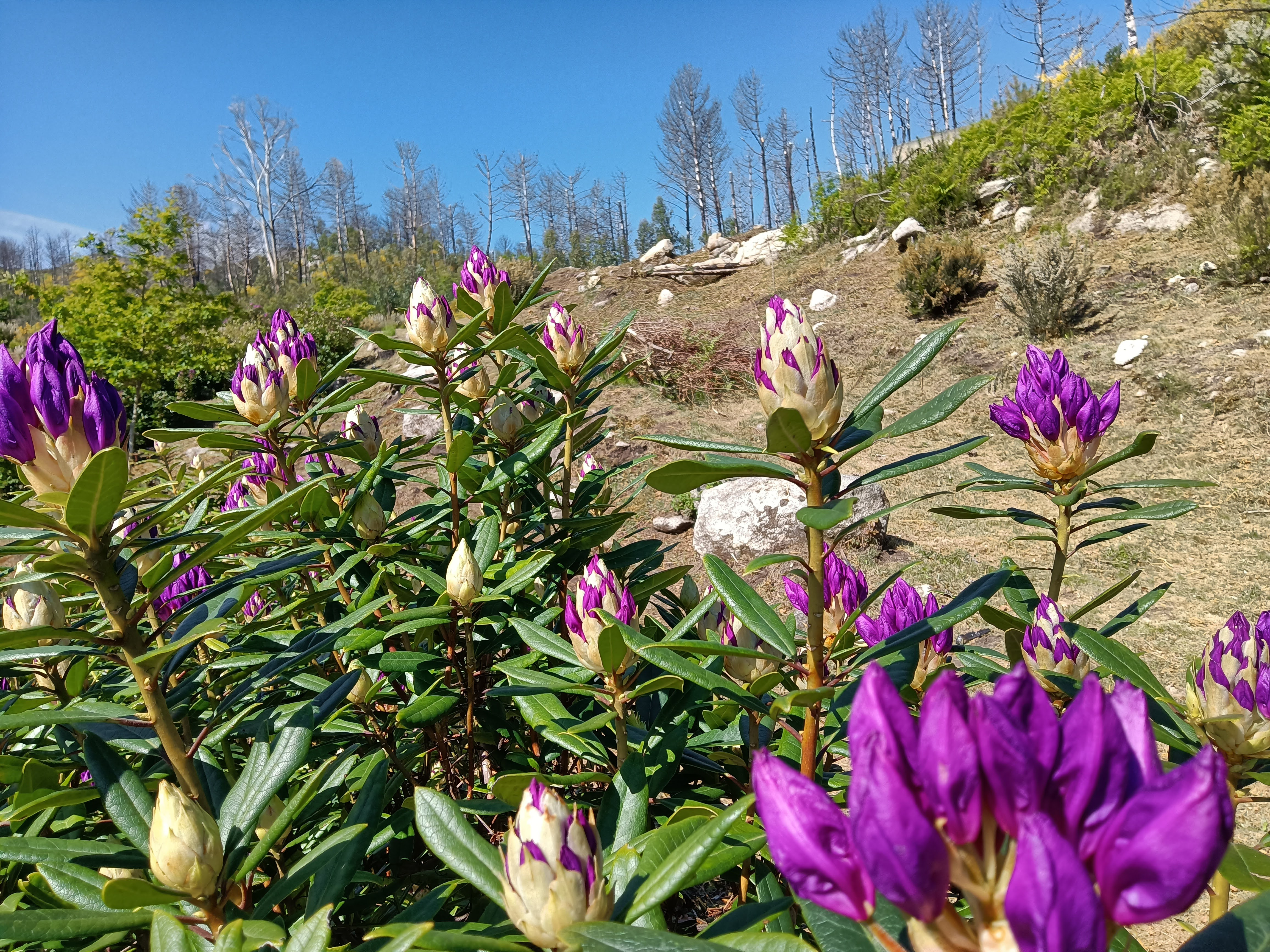
Felizmente que são plantas resistentes e no inicio de Maio de 2021 (inicio da floração), já tinham esse aspecto.

1. ↑  Relatório provisório de incêndios florestais em 2017 da ICNF, primeiro parágrafo do ponto 5.2